# Campeonato de ajedrez de Estados Unidos

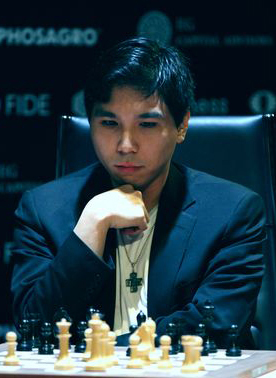
Wesley So, ganador de la LXXV edición en 2021.

El Campeonato de ajedrez de Estados Unidos es un torneo anual y por invitación hecho para determinar al campeón de ajedrez de los Estados Unidos, y ha estado bajo el auspicio de la Federación Estadounidense de Ajedrez desde 1936.

## Historia
Hasta 1999 el evento consistía de un sistema de todos-contra-todos de tamaño variable, desde 1999 hasta 2006, el Campeonato fue patrocinado y organizado por la Fundación de Ajedrez de Seattle (luego renombrada como Fundación para el Ajedrez de América) como un gran torneo de sistema suizo. La AF4C (siglas para America's Foundation for Chess) retiró su apoyo en el año 2007, y el evento de ese año fue hecho (otra vez con el sistema suizo) en Stillwater, Oklahoma.

## Tabla del Campeonato de Estados Unidos individual absoluto
| Edición | Año  | Sede              | Campeón                                                     |
| ------- | ---- | ----------------- | ----------------------------------------------------------- |
| I       | 1845 | New Orleans       | Charles Stanley                                             |
| II      | 1857 | Nueva York        | Paul Morphy                                                 |
| III     | 1871 | Cleveland         | George Henry Mackenzie                                      |
| IV      | 1890 | Nueva York        | Jackson Showalter                                           |
| V       | 1891 | Nueva York        | Solomon Lipschutz                                           |
| VI      | 1894 | Nueva York        | Jackson Showalter                                           |
| VII     | 1894 | Nueva York        | Albert Hodges                                               |
| VIII    | 1895 | Nueva York        | Jackson Showalter                                           |
| IX      | 1897 | Nueva York        | Harry Nelson Pillsbury                                      |
| X       | 1906 | Nueva York        | Jackson Showalter                                           |
| XI      | 1909 | Nueva York        | Frank Marshall                                              |
| XII     | 1936 | Nueva York        | Samuel Reshevsky                                            |
| XIII    | 1938 | Nueva York        | Samuel Reshevsky                                            |
| XIV     | 1940 | Nueva York        | Samuel Reshevsky                                            |
| XV      | 1942 | Nueva York        | Samuel Reshevsky[2]                                         |
| XVI     | 1944 | Nueva York        | Arnold Denker                                               |
| XVII    | 1946 | Nueva York        | Samuel Reshevsky                                            |
| XVIII   | 1948 | Nueva York        | Herman Steiner                                              |
| XIX     | 1951 | Nueva York        | Larry Evans                                                 |
| XX      | 1954 | Nueva York        | Arthur Bisguier                                             |
| XXI     | 1958 | Nueva York        | Bobby Fischer                                               |
| XXII    | 1959 | Nueva York        | Bobby Fischer                                               |
| XXIII   | 1960 | Nueva York        | Bobby Fischer                                               |
| XXIV    | 1961 | Nueva York        | Larry Evans                                                 |
| XXV     | 1962 | Nueva York        | Bobby Fischer                                               |
| XXVI    | 1963 | Nueva York        | Bobby Fischer                                               |
| XXVII   | 1965 | Nueva York        | Bobby Fischer                                               |
| XXVIII  | 1966 | Nueva York        | Bobby Fischer                                               |
| XXIX    | 1968 | Nueva York        | Larry Evans                                                 |
| XXX     | 1969 | Nueva York        | Samuel Reshevsky                                            |
| XXXI    | 1970 | Nueva York        | Samuel Reshevsky                                            |
| XXXII   | 1972 | Nueva York        | Robert Byrne                                                |
| XXXII   | 1973 | El Paso           | John Grefe & Lubomir Kavalek                                |
| XXXIV   | 1974 | Chicago           | Walter Browne                                               |
| XXXV    | 1975 | Oberlin           | Walter Browne                                               |
| XXXVI   | 1977 | Mentor            | Walter Browne                                               |
| XXXVII  | 1978 | Pasadena          | Lubomir Kavalek                                             |
| XXXVIII | 1980 | Greenville        | Walter Browne & Larry Evans & Larry Christiansen            |
| XXXIX   | 1981 | South Bend        | Walter Browne & Yasser Seirawan                             |
| XL      | 1983 | Greenville        | Walter Browne & Larry Christiansen & Roman Dzindzichashvili |
| XLI     | 1984 | Berkeley          | Lev Alburt                                                  |
| XLII    | 1985 | Estes Park        | Lev Alburt                                                  |
| XLIII   | 1986 | Estes Park        | Yasser Seirawan                                             |
| XLIV    | 1987 | Estes Park        | Nick De Firmian & Joel Benjamin                             |
| XLV     | 1988 | Cambridge Springs | Michael Wilder                                              |
| XLVI    | 1989 | Long Beach        | Roman Dzindzichashvili & Yasser Seirawan & Stuart Rachels   |
| XLVII   | 1990 | Jacksonville      | Lev Alburt                                                  |
| XLVIII  | 1991 | Los Ángeles       | Gata Kamsky                                                 |
| XLIX    | 1992 | Durango           | Patrick Wolff                                               |
| L       | 1993 | Long Beach        | Alexander Shabalov & Alex Yermolinsky                       |
| LI      | 1994 | Key West          | Boris Gulko                                                 |
| LII     | 1995 | Modesto           | Nick De Firmian & Patrick Wolff & Alexander Ivanov          |
| LIII    | 1996 | Parsippany        | Alex Yermolinsky                                            |
| LIV     | 1997 | Chandler          | Joel Benjamin                                               |
| LV      | 1998 | Denver            | Nick De Firmian                                             |
| LVI     | 1999 | Salt lake City    | Boris Gulko                                                 |
| LVII    | 2000 | Seattle           | Joel Benjamin & Alexander Shabalov & Yasser Seirawan        |
| LVIII   | 2002 | Seattle           | Larry Christiansen                                          |
| LVIX    | 2003 | Seattle           | Alexander Shabalov                                          |
| LX      | 2004 | La Joya           | Hikaru Nakamura                                             |
| LXI     | 2005 | San Diego         | Hikaru Nakamura                                             |
| LXII    | 2006 | La Joya           | Alexander Onischuk[3]                                       |
| LXIX    | 2008 | Tulsa             | Yury Shulman                                                |
| LXIV    | 2009 | San Luis          | Hikaru Nakamura[4]                                          |
| LXV     | 2010 | San Luis          | Gata Kamsky[5]                                              |
| LXVI    | 2011 | San Luis          | Gata Kamsky                                                 |
| LXVII   | 2012 | San Luis          | Hikaru Nakamura                                             |
| LXVIII  | 2013 | San Luis          | Gata Kamsky                                                 |
| LXIX    | 2014 | San Luis          | Gata Kamsky[6]                                              |
| LXX     | 2015 | San Luis          | Hikaru Nakamura[7]                                          |
| LXXI    | 2016 | San Luis          | Fabiano Caruana                                             |
| LXXII   | 2017 | San Luis          | Wesley So                                                   |
| LXXIII  | 2018 | San Luis          | Samuel Shankland                                            |
| LXXIV   | 2019 | San Luis          | Hikaru Nakamura                                             |
| LXXV    | 2020 | San Luis          | Wesley So                                                   |
| LXXVI   | 2021 | San Luis          | Wesley So[1]                                                |
| LXXVII  | 2022 | San Luis          | Fabiano Caruana                                             |
| LXXVIII | 2023 | San Luis          | Fabiano Caruana                                             |